# Orgeto Bastos
Orgeto Bastos dos Santos é um enfermeiro e político brasileiro, filiado ao Progressistas (PP), residente no município de Pilão Arcado, no interior do norte da Bahia. É o atual Prefeito de Pilão Arcado.

## Biografia
Orgeto Bastos dos Santos é bacharel em Enfermagem pela Uninove, pós-graduado em Saúde Pública e em Auditoria em Sistema de Saúde. Orgeto é casado com a médica cubana Barbara de La Caridad Cabrera Uriarte Bastos. 

## Carreira
Bastos foi Diretor do Hospital Municipal de Pilão Arcado. Elegeu-se vereador por Pilão Arcado no ano de 2016 e em 2017, durante seu primeiro mandato, ocupou o cargo de 1º Secretário da Mesa Diretora da Câmara Municipal de Pilão Arcado. Em 2020 passou a ocupar o cargo de Presidente da Câmara Municipal. 
Em eleição suplementar de 2020, foi eleito Prefeito de Pilão Arcado em uma chapa com Jessé Alves Filho (Jessezinho), para substituir o ex-Prefeito Manoel Afonso Mangueira e seu vice, Daltro Melo, que tiveram sua chapa cassada pelo Tribunal Superior Eleitoral (TSE) por suposto abuso de poder político e econômico. 
No mesmo ano, foi reeleito Prefeito, obtendo 79,2% dos votos válidos (16.439 votos) contra 20,8% (4.318 votos) de seu adversário Reinilton Melo (PMB). 
Sua gestão foi marcada pelo convênio firmado com a empresa de abastecimento EMBASA, juntamente com o deputado estadual Junior Muniz (PT) e com o hoje deputado federal Diego Coronel (PSD), que garante o abastecimento de água nos povoados de Campo Grande, Kapim e Feijão, além da construção de 16 chafarizes nessas comunidades. 
No dia 12 de Setembro de 2022, em Assembleia Geral Ordinária na Unidade da Policlínica de Saúde da Região de Juazeiro, Orgeto Bastos foi eleito Presidente do Consórcio Público Interfederativo de Saúde da Região de Juazeiro, tendo Marcos Lobo, prefeito de Uauá, como vice-Presidente. Ambos eleitos para o biênio de 2022-2024. 